# Піньгіна
Пі́ньгіна (рос. Пиньгина) — присілок у складі Омутинського району Тюменської області, Росія.
Населення — 72 особи (2010, 80 у 2002).
Національний склад станом на 2002 рік:
- росіяни — 99 %